# Megaselia floricola
Megaselia floricola är en tvåvingeart som beskrevs av Borgmeier 1967. Megaselia floricola ingår i släktet Megaselia och familjen puckelflugor. Inga underarter finns listade i Catalogue of Life.